# Pyrgocorypha nigridens
Pyrgocorypha nigridens är en insektsart som först beskrevs av Hermann Burmeister 1838.  Pyrgocorypha nigridens ingår i släktet Pyrgocorypha och familjen vårtbitare. Inga underarter finns listade i Catalogue of Life.